# خورشیدگرفتگی ۸ ژوئن ۱۹۳۷
خورشیدگرفتگی ۸ ژوئن ۱۹۳۷ (به انگلیسی: Solar eclipse of June 8, 1937) یک خورشیدگرفتگی از نوع خورشیدگرفتگی کامل است. این خورشیدگرفتگی در تاریخ ۸ ژوئن ۱۹۳۷ میلادی (‎۱۸ خرداد ۱۳۱۶ خورشیدی) روی داد که زمان اوج آن، ساعت ۲۰:۴۱:۰۲ به‌وقت ساعت هماهنگ جهانی بوده‌است. مدت زمان و طول این خورشیدگرفتگی ۷ دقیقه و ۴ ثانیه بود.